# San Lorenzo del Vallo
San Lorenzo del Vallo är en ort och kommun i provinsen Cosenza i regionen Kalabrien i Italien. Kommunen hade 3 306 invånare (2018).